# 완정역
완정(검단탑종합병원)역(Wanjeong station, 完井驛)은 인천광역시 서구 당하동에 위치한 인천 도시철도 2호선의 전철역이다.
부역명은 검단탑종합병원으로, 인근에 검단탑종합병원이 있다.

## 역사
- 2015년 10월 5일 : 완정역으로 역명 결정[1]
- 2016년 7월 30일 : 인천 도시철도 2호선 개통과 함께 영업 개시[2]

## 특징
완정사거리에 위치하고 있어 역명을 정했으며, 출구는 완정사거리 쪽으로 2개, 독정사거리 쪽으로 2개로 총 4개가 설치되어 있다. 이 역에서 일반버스 1002번이나 직행버스 1004번으로 환승하여 타고 가면 김포시 풍무동 쪽으로 갈 수 있다. 2023년 경 개통되는 송포-인천 간 도로가 개통되면 이 역에서 여래 삼거리나 북김포 쪽으로도 접근이 가능하게 된다.

## 역명의 유래
역명은 인근에 완정사거리가 있어서 따 온 역명이다.

## 역 구조
2면 2선의 상대식 승강장을 갖추고 있으며, 스크린도어가 설치되어 있다.

### 승강장
| 마전 ↑ |
| \| 상  |
| ↓ 독정 |

| 상행 | ● 인천 도시철도 2호선 | 마전·검단사거리·왕길·검단오류 방면                                               |
| 하행 | ● 인천 도시철도 2호선 | 검암·아시아드경기장·서구청·석남·인천가좌·주안·만수·남동구청·인천대공원·운연 방면 |

- 대합실을 통과해 반대편 승강장으로 이동이 가능하다.

## 역 주변
| 나가는 곳 | 방면                                                        |
| --------- | ----------------------------------------------------------- |
| 1         | 완정사거리 인천마전초등학교 인천당하중학교 인천백석초등학교 |
| 2         | 완정사거리                                                  |
| 3         | 완정사거리 인천당하초등학교 검단4동 행정복지센터            |
| 4         | 인천당하중학교 인천백석초등학교 인천세무고등학교            |

## 인접한 역
| 인천 도시철도 2호선     | 인천 도시철도 2호선   | 인천 도시철도 2호선 |
| ----------------------- | --------------------- | ------------------- |
| I204 마전 검단오류 방면 | ● 인천 도시철도 2호선 | I206 독정 운연 방면 |

## 사진

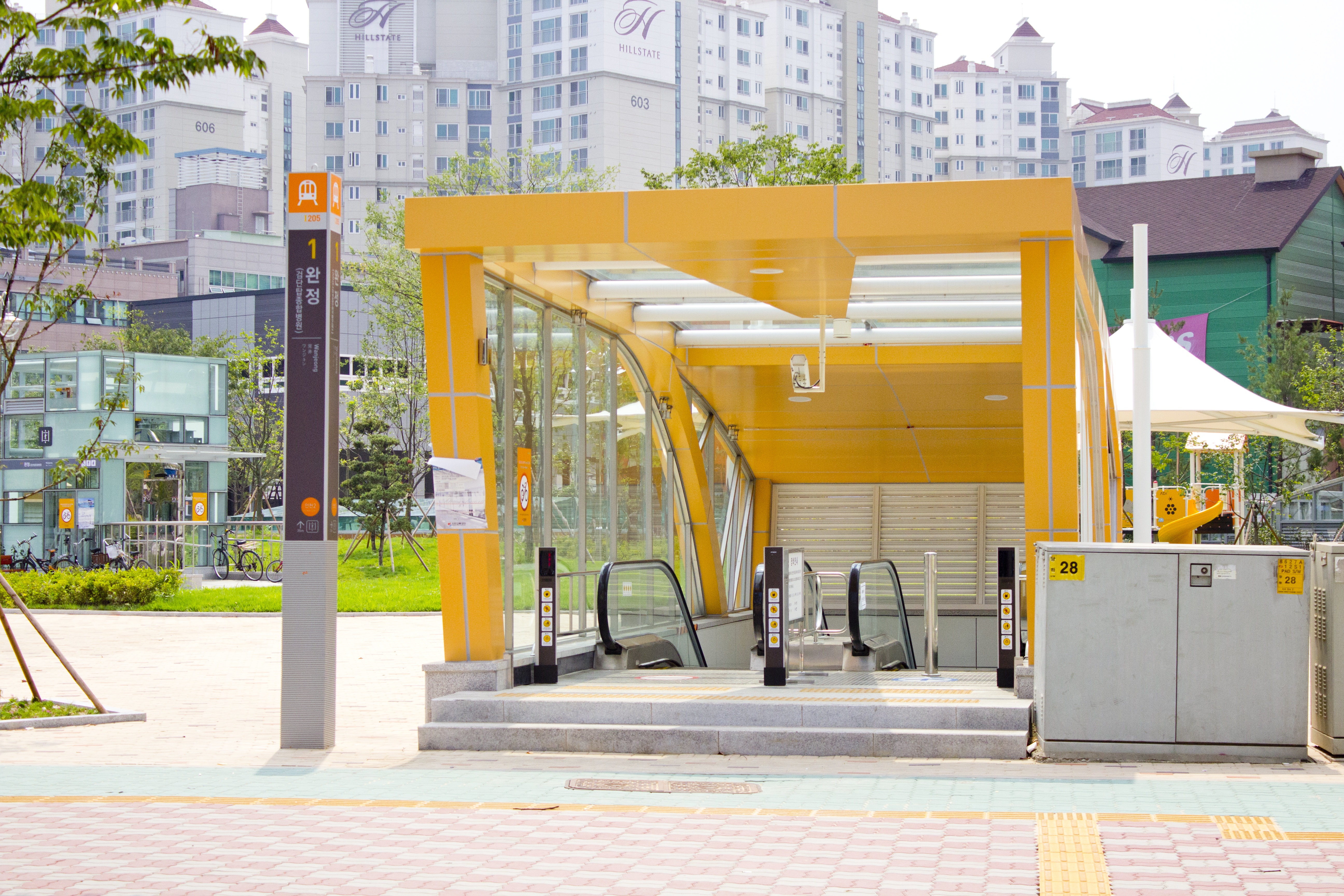
완정역 1번출구
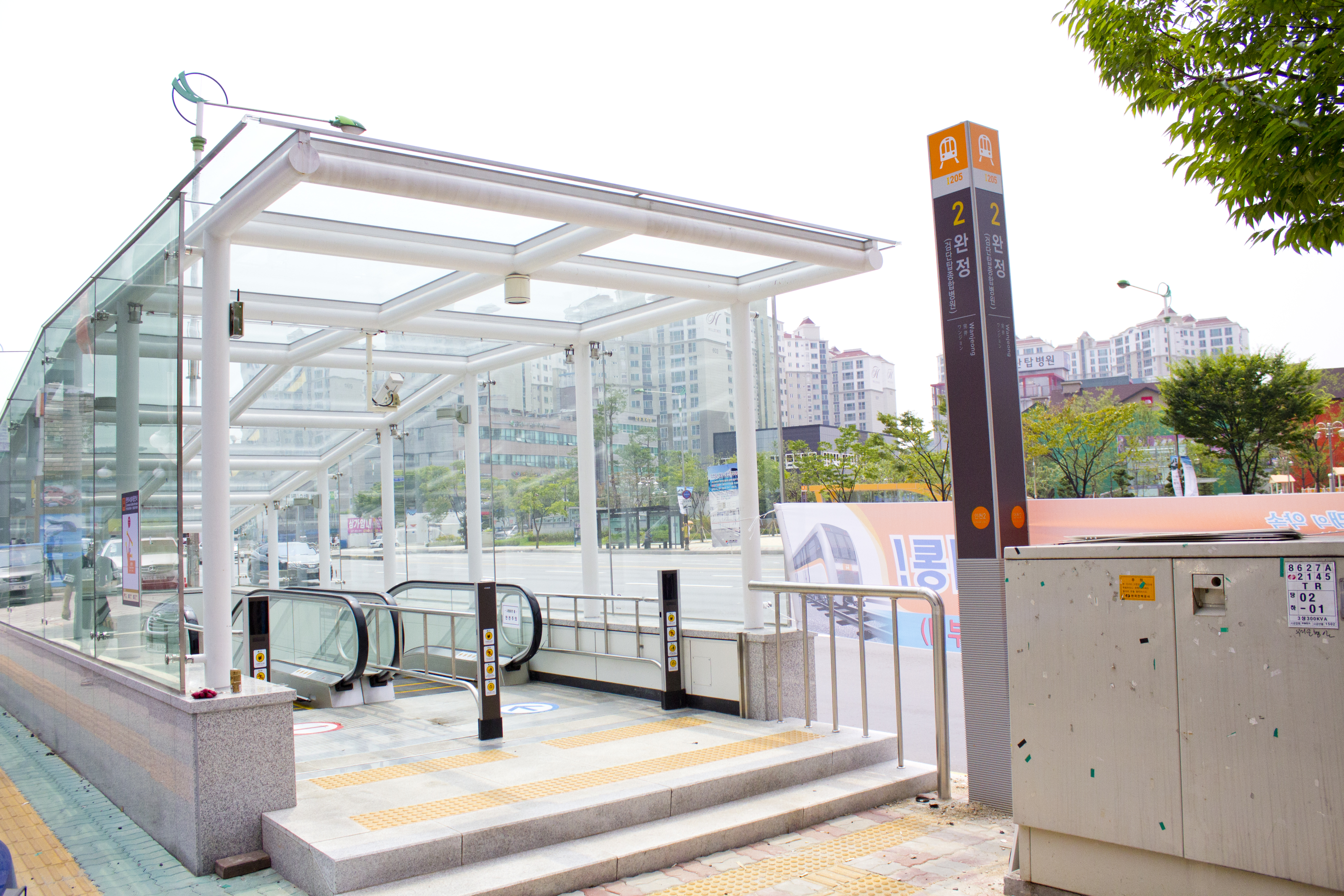
완정역 2번출구
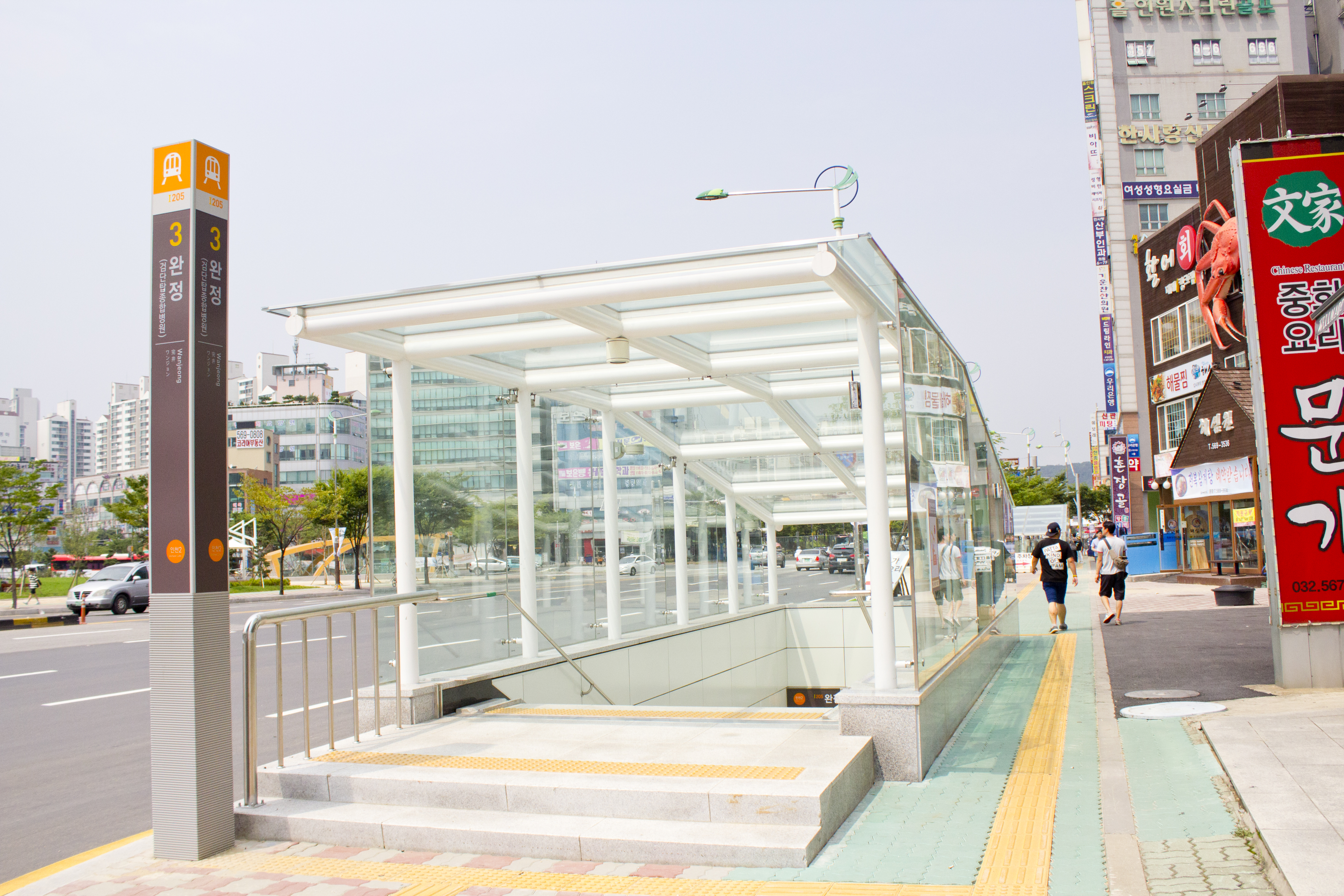
완정역 3번출구
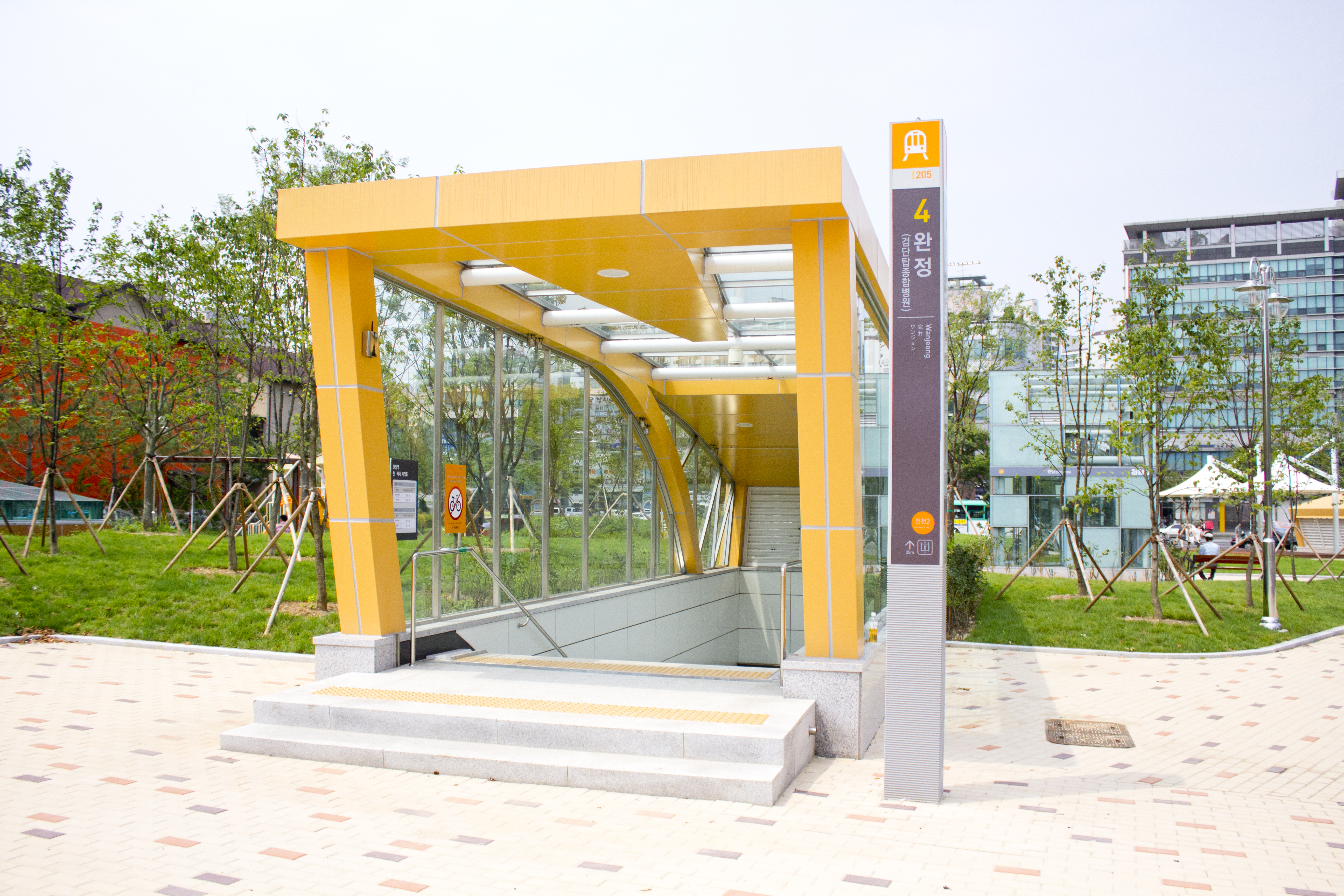
완정역 4번출구